# تونغيونغ
تونغيونغ هي مدينة في كوريا الجنوبية، تتبع مقاطعة غيونغسانغ الجنوبية، بلغ عدد سكانها 137,208 نسمة في 2015، تبلغ مساحتها 236.5 كيلومتر مربع.

## المناخ
يظهر الجدول التالي التغييرات المناخية على مدار السنة لتونغيونغ:
| البيانات المناخية لـتونغيونغ                                                  | البيانات المناخية لـتونغيونغ | البيانات المناخية لـتونغيونغ | البيانات المناخية لـتونغيونغ | البيانات المناخية لـتونغيونغ | البيانات المناخية لـتونغيونغ | البيانات المناخية لـتونغيونغ | البيانات المناخية لـتونغيونغ | البيانات المناخية لـتونغيونغ | البيانات المناخية لـتونغيونغ | البيانات المناخية لـتونغيونغ | البيانات المناخية لـتونغيونغ | البيانات المناخية لـتونغيونغ | البيانات المناخية لـتونغيونغ |
| الشهر                                                                         | يناير                        | فبراير                       | مارس                         | أبريل                        | مايو                         | يونيو                        | يوليو                        | أغسطس                        | سبتمبر                       | أكتوبر                       | نوفمبر                       | ديسمبر                       | المعدل السنوي                |
| ----------------------------------------------------------------------------- | ---------------------------- | ---------------------------- | ---------------------------- | ---------------------------- | ---------------------------- | ---------------------------- | ---------------------------- | ---------------------------- | ---------------------------- | ---------------------------- | ---------------------------- | ---------------------------- | ---------------------------- |
| الدرجة القصوى °م (°ف)                                                         | 18.4 (65.1)                  | 19.0 (66.2)                  | 21.8 (71.2)                  | 26.7 (80.1)                  | 30.7 (87.3)                  | 30.8 (87.4)                  | 36.9 (98.4)                  | 36.2 (97.2)                  | 33.5 (92.3)                  | 29.3 (84.7)                  | 25.2 (77.4)                  | 19.6 (67.3)                  | 36.9 (98.4)                  |
| متوسط درجة الحرارة الكبرى °م (°ف)                                             | 8.1 (46.6)                   | 10.0 (50.0)                  | 13.4 (56.1)                  | 18.0 (64.4)                  | 21.9 (71.4)                  | 24.8 (76.6)                  | 27.6 (81.7)                  | 29.7 (85.5)                  | 26.9 (80.4)                  | 22.6 (72.7)                  | 16.3 (61.3)                  | 10.7 (51.3)                  | 19.2 (66.6)                  |
| المتوسط اليومي °م (°ف)                                                        | 3.1 (37.6)                   | 4.9 (40.8)                   | 8.6 (47.5)                   | 13.4 (56.1)                  | 17.5 (63.5)                  | 20.9 (69.6)                  | 24.4 (75.9)                  | 26.1 (79.0)                  | 22.6 (72.7)                  | 17.6 (63.7)                  | 11.2 (52.2)                  | 5.5 (41.9)                   | 14.7 (58.5)                  |
| متوسط درجة الحرارة الصغرى °م (°ف)                                             | −0.8 (30.6)                  | 0.7 (33.3)                   | 4.4 (39.9)                   | 9.3 (48.7)                   | 13.9 (57.0)                  | 17.9 (64.2)                  | 22.0 (71.6)                  | 23.4 (74.1)                  | 19.4 (66.9)                  | 13.7 (56.7)                  | 7.0 (44.6)                   | 1.3 (34.3)                   | 11.0 (51.8)                  |
| أدنى درجة حرارة °م (°ف)                                                       | −11.2 (11.8)                 | −11.6 (11.1)                 | −8.9 (16.0)                  | −1.6 (29.1)                  | 6.1 (43.0)                   | 11.4 (52.5)                  | 15.6 (60.1)                  | 15.0 (59.0)                  | 11.8 (53.2)                  | 2.7 (36.9)                   | −3.8 (25.2)                  | −9.3 (15.3)                  | −11.6 (11.1)                 |
| الهطول مم (إنش)                                                               | 29.8 (1.17)                  | 40.8 (1.61)                  | 83.1 (3.27)                  | 128.3 (5.05)                 | 180.1 (7.09)                 | 197.6 (7.78)                 | 313.5 (12.34)                | 225.8 (8.89)                 | 136.7 (5.38)                 | 54.2 (2.13)                  | 39.8 (1.57)                  | 21.1 (0.83)                  | 1٬450٫8 (57.12)              |
| متوسط أيام هطول الأمطار (≥ 0.1 mm)                                            | 5.1                          | 5.4                          | 7.9                          | 9.3                          | 9.6                          | 11.0                         | 14.8                         | 11.2                         | 8.5                          | 5.3                          | 5.4                          | 3.9                          | 97.4                         |
| متوسط الأيام المثلجة                                                          | 1.6                          | 1.5                          | 0.9                          | 0.0                          | 0.0                          | 0.0                          | 0.0                          | 0.0                          | 0.0                          | 0.0                          | 0.1                          | 0.9                          | 5.0                          |
| متوسط الرطوبة النسبية (%)                                                     | 53.4                         | 54.6                         | 58.4                         | 64.9                         | 72.4                         | 78.9                         | 84.8                         | 80.6                         | 74.3                         | 66.8                         | 61.9                         | 55.0                         | 67.2                         |
| ساعات سطوع الشمس الشهرية                                                      | 198.8                        | 192.3                        | 201.4                        | 205.9                        | 217.0                        | 174.4                        | 147.2                        | 189.5                        | 170.2                        | 211.0                        | 196.1                        | 206.6                        | 2٬310٫4                      |
| نسبة وصول أشعة الشمس                                                          | 63.4                         | 62.3                         | 54.3                         | 52.6                         | 50.1                         | 40.2                         | 33.4                         | 45.5                         | 45.7                         | 60.1                         | 63.0                         | 67.6                         | 51.9                         |
| المصدر: Korea Meteorological Administration (percent sunshine and snowy days) |                              |                              |                              |                              |                              |                              |                              |                              |                              |                              |                              |                              |                              |

## معرض صور

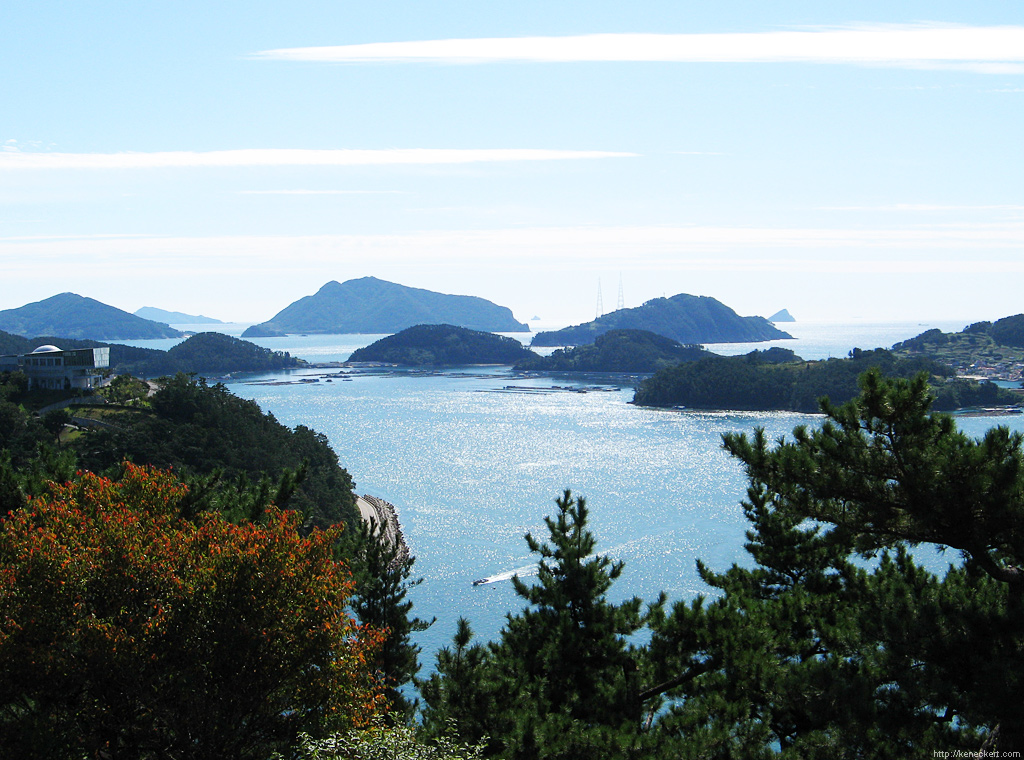
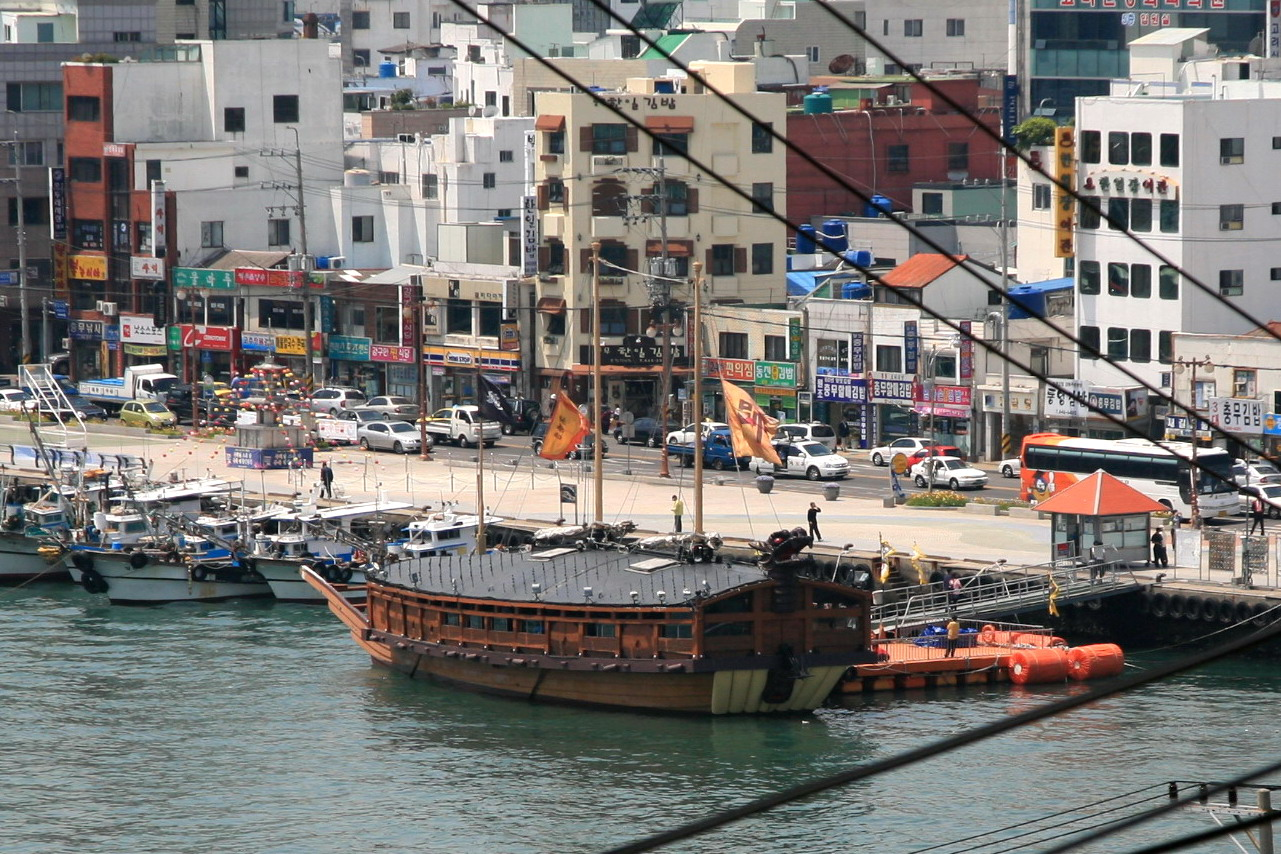
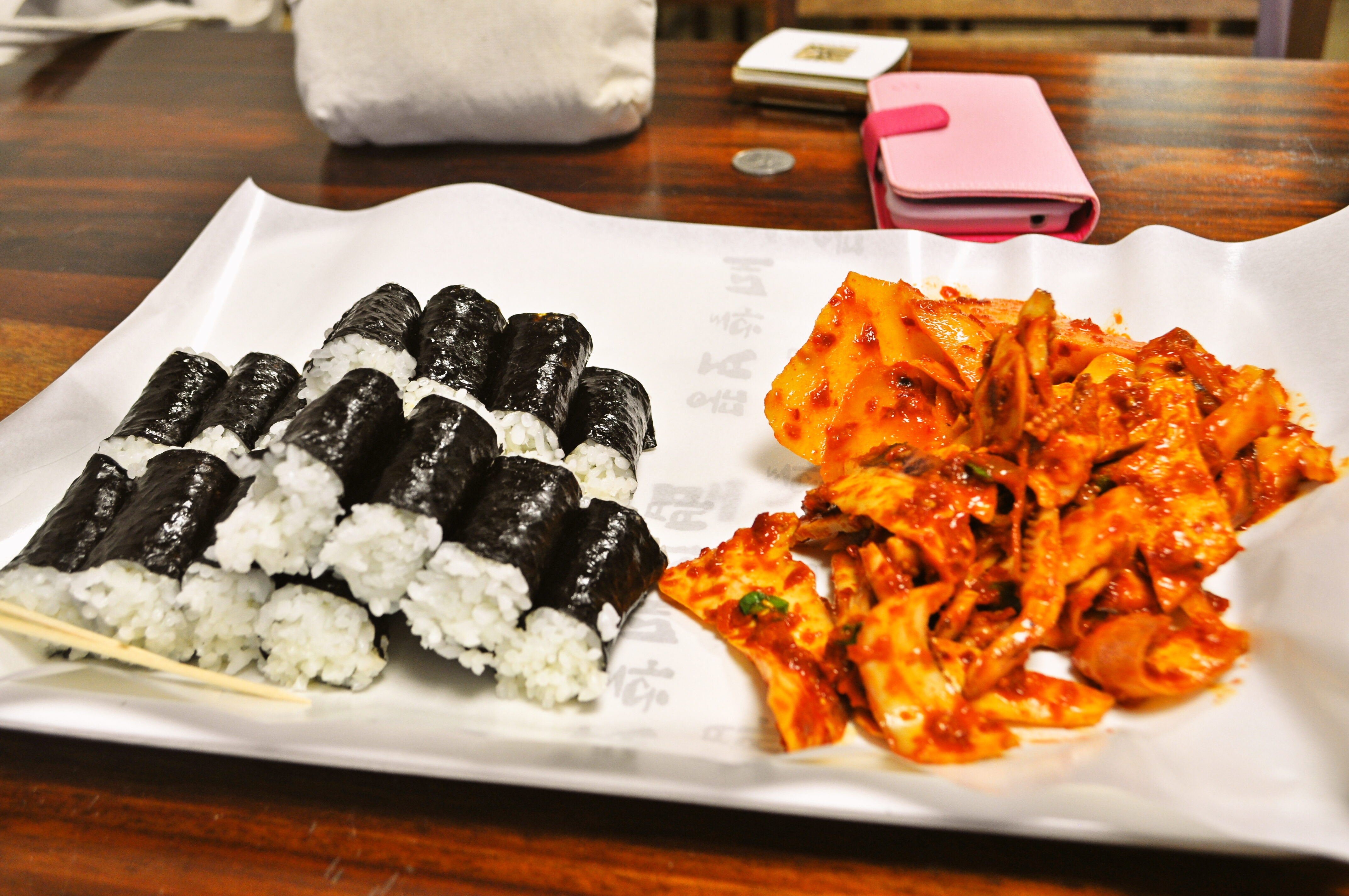
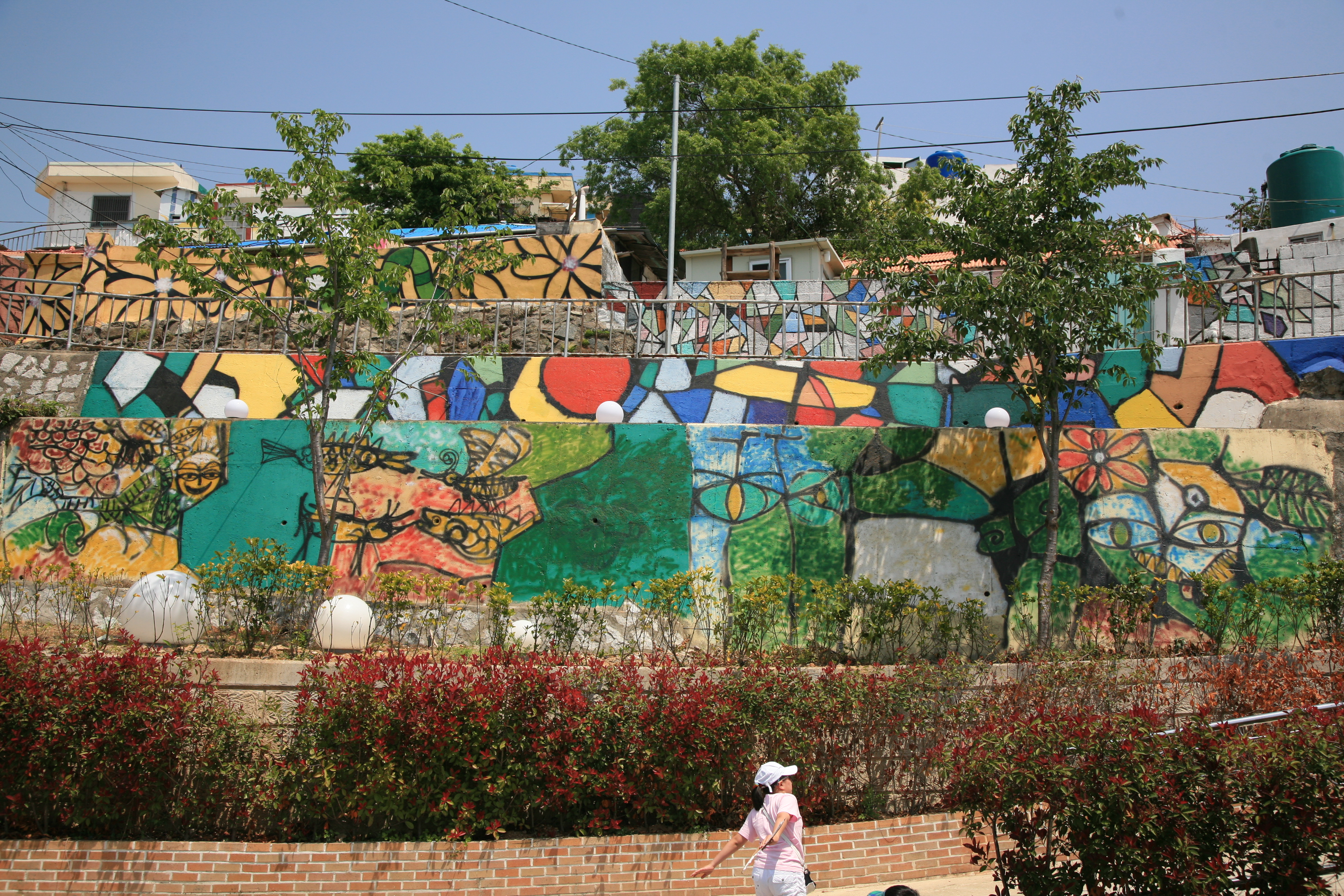
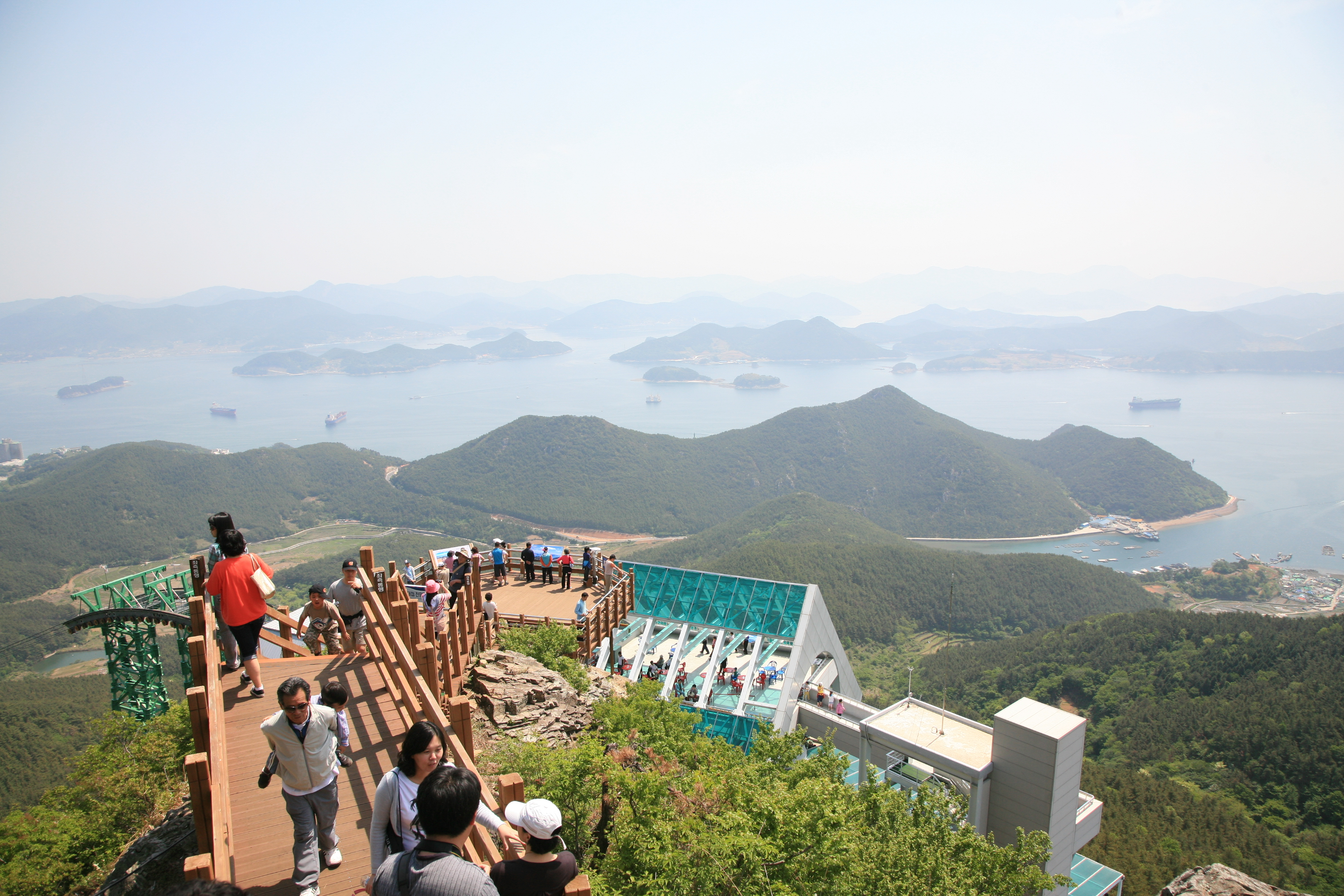

## توأمة
لتونغيونغ اتفاقيات توأمة مع:
- تامانو (3 أغسطس 1981 - )

## أعلام
- كيم هو غون
- ها تاي كيون
- كيم جونغ-بو
- لي جونغ هوا
- كم دو هن